# Шарант (департамент)
 Тази статия е за департамента във Франция.  За реката вижте Шарант.  
Шарант (на френски: Charente) е департамент в регион Аквитания-Лимузен-Поату-Шарант, западна Франция. Образуван е през 1790 година от старата провинция Ангумоа и някои съседни територии. Площта му е 5956 km², а населението – 351 563 души (2009). Административен център е град Ангулем.